# Puritanical Euphoric Misanthropia
Puritanical Euphoric Misanthropia – piąty pełny album norweskiej grupy blackmetalowej Dimmu Borgir, wydany w roku 2001. 
Znaczącym odróżnieniem albumu od innych wydawnictw nurtu jest wykorzystanie orkiestry symfonicznej w miejsce tradycyjnych keyboardów. W utworze "Hybrid Stigmata" frazę Demons to some, Angels to others (z ang. demony dla niektórych, anioły dla innych) zaczerpnięto z filmu Hellraiser: Wysłannik piekieł.

## Lista utworów
Opracowano na podstawie materiału źródłowego.
1. "Fear and Wonder" (muz. Mustis) – 2:47
2. "Blessings upon the Throne of Tyranny" (muz. Galder, Shagrath, Silenoz; sł. Silenoz)– 5:18
3. "Kings of the Carnival Creation" (muz. Mustis, Shagrath, Silenoz; sł. Silenoz) – 7:48
4. "Hybrid Stigmata - The Apostasy" (muz. Mustis, Shagrath, Silenoz; sł. Silenoz) – 6:57
5. "Architecture of a Genocidal Nature" (muz. Silenoz, Shagrath; sł. Shagrath) – 6:08
6. "Puritania" (muz. Shagrath; sample Charlie Storm; sł. Silenoz, M. Lunde) – 3:06
7. "IndoctriNation" (muz. Mustis, Shagrath, Silenoz; sł. Silenoz) – 5:57
8. "The Maelstrom Mephisto" (muz. Archon, Galder, Mustis, Shagrath, Silenoz; sł. Silenoz) – 5:13
9. "Absolute Sole Right" (muz. Mustis, Shagrath, Silenoz; sł. Silenoz) – 6:57
10. "Sympozium" (muz. Silenoz, Mustis, Shagrath; sł. Vortex) – 6:25
11. "Perfection or Vanity" (muz. Shagrath) – 3:36
12. "Burn In Hell" (cover Twisted Sister, utwór dodatkowy na japońskim wydaniu) – 5:05

## Twórcy
Opracowano na podstawie materiału źródłowego.
| Zespół Dimmu Borgir w składzie - Stian "Shagrath" Thoresen - wokal prowadzący, instrumenty klawiszowe, aranżacje - Øyvind Johan "Mustis" Mustaparta - instrumenty klawiszowe, aranżacje - Thomas Rune "Galder" Andersen Orre - gitara prowadząca, aranżacje - Sven "Silenoz" Atle Kopperud - gitara rytmiczna, aranżacje - Simen "ICS Vortex" Hestnæs - gitara basowa, wokal, aranżacje - Nicholas Barker - perkusja Nagrania - Fredrik Nordström - produkcja muzyczna, inżynieria dźwięku, miksowanie - Jan Banan - inżynieria dźwięku - Charlie Storm - sample Inni - Alf Bøjesson - okładka - Thomas Ewerhard - oprawa graficzna | The Gothenburg Opera Orchestra - Gaute Storås - orkiestracje, dyrygent - Grzegorz Wybraniec - wiolonczela - Johan Stern - wiolonczela - Bo Eklund - kontrabas - Henrik Edström - altówka - Nils Edin - altówka - Per Högberg - altówka - Annica Kroon - skrzypce - Annika Hjelm - skrzypce - Bertil Lindh - skrzypce - Catherine Claesson - skrzypce - Nicola Boruvka - skrzypce - Per Enokson - skrzypce - Thore Svedlund - skrzypce |

## Wydania
| Rok  | Nr katalogowy         | Format               | Wytwórnia         | Region            | Źródło |
| ---- | --------------------- | -------------------- | ----------------- | ----------------- | ------ |
| 2001 | NB 527-2, 27361 65272 | CD, Album            | Nuclear Blast     | Niemcy            | [ 3 ]  |
| 2001 | NB 527-1              | 2xLP, Album, Pur     | Nuclear Blast     | Niemcy            | [ 3 ]  |
| 2001 | 6527-2                | CD, Album            | Nuclear Blast     | Stany Zjednoczone | [ 3 ]  |
| 2001 | MICP-80001            | CD, Album            | Avalon            | Japonia           | [ 3 ]  |
| 2001 | NB 527-2              | CD, Album, Promo     | Nuclear Blast     | Niemcy            | [ 3 ]  |
| 2001 | NB 527-2, 27361 65272 | CD, Album, Sli       | Nuclear Blast     | Niemcy            | [ 3 ]  |
| 2001 | NB 527-0              | CD, Album, Spe       | Nuclear Blast     | Niemcy            | [ 3 ]  |
| 2001 | IROND CD 01-15        | CD, Album, Spe       | Irond             | Rosja             | [ 3 ]  |
| 2001 | MP-NB 075             | Cass, Album          | Mystic Production | Polska            | [ 3 ]  |
| 2004 | NB 527-2, 27361 65272 | CD, Album, RE        | Nuclear Blast     | Niemcy            | [ 3 ]  |
| 2008 | BOBV077LP             | 2xLP, Album, RE, Red | Back On Black     | Wielka Brytania   | [ 3 ]  |

## Pozycje na listach
| Lista                   | Kraj      | Pozycja |
| ----------------------- | --------- | ------- |
| Ö3 Austria Top 40       | Austria   | 23      |
| SNEP                    | Francja   | 66      |
| MegaCharts              | Holandia  | 71      |
| Sverigetopplistan       | Szwecja   | 28      |
| Suomen virallinen lista | Finlandia | 11      |
| VG-Lista                | Norwegia  | 16      |
| OLiS                    | Polska    | 14      |